# Ел Рескалко, Лас Куатас (Окампо)
Ел Рескалко, Лас Куатас (шп. El Rescalco, Las Cuatas) насеље је у Мексику у савезној држави Коавила у општини Окампо. Насеље се налази на надморској висини од 1340 м.

## Становништво
Према подацима из 2005. године у насељу су живела 4 становника.

### Хронологија
| Година       | 2000      | 2005 |
| ------------ | --------- | ---- |
| Становништво | 4 (2 / 2) | 4    |

### Попис
| # | Индикатор                        | Вредност |
| - | -------------------------------- | -------- |
| 1 | Укупно појединачних домаћинстава | 1        |